# Poliosia binotata
Poliosia binotata là một loài bướm đêm thuộc phân họ Arctiinae, họ Erebidae.